# Dragan Jovanović Danilov
Œuvres principales
- Euharistija (1990)
- Kuća Bahove muzike (1993)
- Živi pergament (1994)
- Gnezdo nad ponorom (2005)

Dragan Jovanović Danilov (en serbe cyrillique : Драган Јовановић Данилов ; né le 7 novembre 1960 à Požega) est un poète et un écrivain serbe. Dans sa carrière, il a remporté de nombreux prix et récompenses.

## Œuvres
Poésie
- Euharistija (Eucharistie), 1990.
- Enigme noći (Énigmes de la nuit), 1991.
- Pentagram srca (Pentagramme du cœur), 1992.
- Kuća Bahove muzike (Maison de la musique de Bach), 1993.
- Živi pergament, Prosveta, 1994 (ASIN B004HB3Y3I).
- Evropa pod snegom (Europe sous la neige), 1995.
- Pantokr(e)ator (Pantocr(é)ator), Nolit, Belgrade, 1997 (ASIN B00UWYPL9E).
- Glava harfe (avec Divna M. Vuksanović), Prosveta, 1998 (ASIN B007HJTG66).
- Duboka tišina (Calme profond), KPZ, Užice, 1996 (ASIN B00HIFU1GS).
- Alkoholi sa juga (Alcools du sud), 1999.
- Kvintni krug, 2001.
- Koncert za nikog, 2001.
- Homer predgrađa (Homère de banlieue), 2003 (ASIN B005Q90JHY).
- Gnezdo nad ponorom (Nid au-dessus de l'abîme), Narodna knjiga Alfa Beograd, 2005 (ASIN B00AIOGSM2).
- Memoari peska (Mémoires du sable), Zavod za udzbenike, Belgrade, 2008  (ISBN 978-8617157546).
- Moja tačna priviđenja (Mes Spectres exacts), Arhipelag, 2010  (ISBN 978-8686933966).
- Kad nevine duše odlaze (Quand les âmes innocentes passent), Kragujevac, 2011  (ISBN 978-8680947341).
- Vino s vulkana (Le Vin des volcan), Bibliothèque municipale Vladislav Petković Dis, 2012  (ISBN 978-8651913917).
- Simetrija vrtloga (La Symétrie du vortex), Centre culturel de Novi Sad, 2014  (ISBN 978-8679314000).

Romans
- Almanah peščanih dina (Almanach des dunes de sable), 1996.
- Ikonostas na kraju sveta (L'Iconostase du bout du monde), 1998  (ISBN 978-8677840464).
- Otac ledenih brda (Le Père des montagnes de glace), Arhipelag, 2009  (ISBN 978-8686933522).
- Talasi beogradskog mora (Les Vagues de la mer de Belgrade), Vulkan izdavastvo, 2014  (ISBN 978-8610007411).

Essai
- Srce okeana (Cœur de l'océan), Prosveta, 1999 (ASIN B00BXODH20).

## Récompenses
- Prix Branko, 1990 ;
- Prix Branko Miljković, 1993 ;
- Prix Meša Selimović, 1994 ;
- Prix Zmaj, 2005 ;
- Prix Vasko Popa ;
- Prix Oskar Davičo ;
- Prix Branko Ćopić ;
- Prix Stevan Pešić ;
- Prix Risto Ratković ;
- Prix Dimitrije Mitrinović ;
- Prix Laza Kostić ;
- Prix Dis, 2012 etc.